# Murina hilgendorfi
Murina hilgendorfi är en fladdermusart i familjen läderlappar som förekommer i östra Asien.

## Utseende
Arten är med en kroppslängd (huvud och bål) av 46 till 70 mm, en svanslängd av 32 till 45 mm och en underarmlängd av 40 till 45 mm en stor medlem i släktet Murina. Håren som bildar den mjuka ulliga pälsen på ovansidan har fyra färgband. Bandet vid roten är gråbrun, andra bandet är ljusare i samma färg, tredje bandet är orange- eller olivbrun och spetsen är guldfärgad. Pälsen på buken bildas av mörkbruna hår med silvergråa spetsar. Även vissa delar av flygmembranen är täckta med päls.

## Utbredning och habitat
Utbredningsområdet sträcker sig från ryska Sibirien, över norra Mongoliet och nordöstra Kina till Koreahalvön och Japan. Murina hilgendorfi lever i låglandet och i bergstrakter upp till 4000 meter över havet. Arten föredrar lövskogar och blandskogar som habitat men den besöker även taigan.

## Ekologi
Individerna vilar vanligen i trädens håligheter, under lösa barkskivor eller i högar med trä. Ibland (gäller varma årstider) sover de i grottor eller i byggnader. Murina hilgendorfi flyger vanligen tätt över marken eller över växtligheten och plockar insekter från vegetationen. För att hitta födan används ekolokalisering. Honor föder en eller två ungar per kull, antagligen under tidiga sommaren. Kolonier med endast honor och ungar, som är vanliga hos olika andra fladdermöss, dokumenterades bara i enstaka fall. Troligen lever honor med ungar ensam. Livslängden ligger oftast vid 5 till 9 år och i undantagsfall vid 16 år.
Hanar och honor bildar under den kalla årstiden kolonier med några hundra medlemmar och håller vinterdvala. De uppsöker därför grottor.